# Écija
Écija est une commune espagnole de la province de Séville dans la communauté autonome d’Andalousie.

## Géographie
Elle se situe entre Cordoue et Séville, dans la vallée du Genil. Elle abrite 40 000 habitants. Elle est surnommée la « poêle à frire d'Andalousie » en raison des très fortes chaleurs qu'elle connaît l'été.

## Histoire

### Préhistoire et Protohistoire
Écija est un site peuplé dès la préhistoire ; malgré tout, seule la période du Chalcolithique a laissé de nombreuses traces.

### Antiquité
Une colonie militaire romaine est attestée à l'époque d'Auguste, sous le nom de Colonia Augusta Firma. La colonie devint une ville, Astigi, connue pour sa production d'huile d'olive, et se dota de nombreux édifices typiques d'une ville romaine. On lui ajouta des murailles à la fin de l'Antiquité. Écija devint la principale ville de Bétique, et c'est là que fut installé le premier siège épiscopal de la région.

#### Époque médiévale
Sous les Wisigoths, Ecija resta une ville de première importance mais vit la concurrence de Séville se développer. Un concile s'y déroula en 610.

La ville fut conquise par les troupes omeyyades commandées par Tariq ibn Ziyad, après que des partisans de Rodéric s'y soient réfugiés, à la suite de la bataille de Guadalete. La ville prend le nom de Istichcha (يستيششا), devient capitale de province de l'Émirat de Cordoue, et s'enrichit avec le développement agricole. Les musulmans introduisent notamment le coton, d'où le surnom de Madinat al-qutn (مدينة القطن), « la ville du coton ». De nombreux édifices restent de l'époque musulmane :
- Les murailles, avec les tours albarranas, de style almohades.
- les portes :
  - Báb al-Qantara, porte est, qui donne sur un pont enjambant le Rio Genil. Une inondation emporta deux arches du pont en 850 mais il fut reconstruit immédiatement.
  - Báb Usuna porte sud.
  - Báb Rizq, porte ouest.
  - Báb al-Suwayqa, porte nord. Un marché s'y trouvait.
- La mosquée principale, aujourd'hui cathédrale de Santa Cruz. On reconnaît distinctement le minaret (aujourd'hui clocher) et à l'intérieur les arcs typiques d'une mosquée andalouse.

Lors de la chute du califat en 1031, Écija tomba sous la domination de la dynastie des Abbadides de Séville, puis en 1091 sous celle des Almoravides, et enfin des Almohades. Elle fut conquise par le Royaume de Castille en 1240. Ses habitants ne furent pas chassés de la ville et reçurent garantie de leurs biens et de leur liberté. Ce n'est que sous Alphonse X que des chrétiens viennent s'installer, après la révolte mudéjare de 1264.

Les Castillans subirent une défaite en 1275 près d'Écija face aux Mérinides et au Royaume de Grenade, mais cela ne permit pas aux vainqueurs la reprise de la ville.

En 1391, du fait de son importante communauté juive, la ville fut affectée par les massacres et conversions forcées qui éclatèrent dans tout le royaume cette année-là.

### Époque moderne

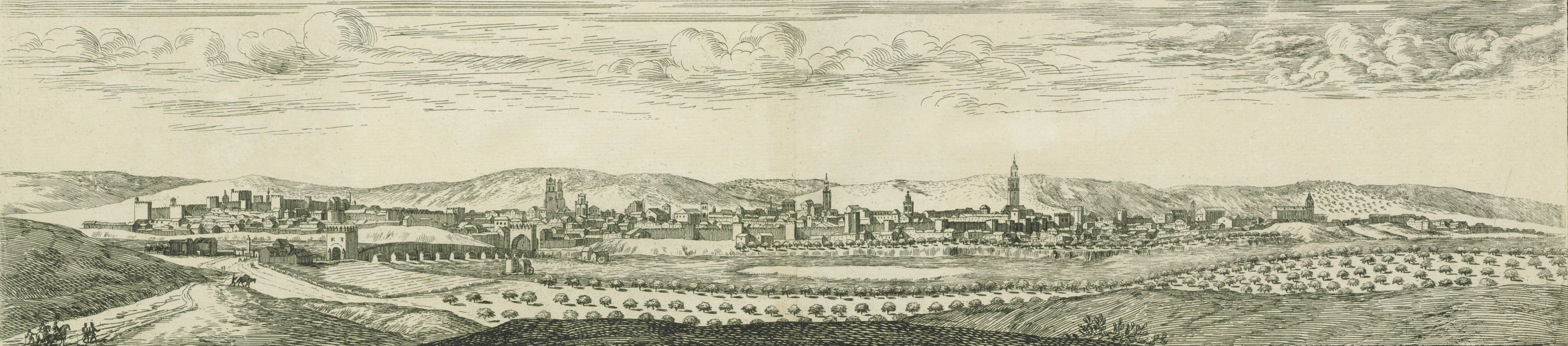
Écija au XVIIe siècle.

Ecija abrite une antenne du tribunal de l'inquisition de Cordoue, et le XVIIe siècle voit le développement de couvents, ainsi que l'élevage de chevaux, toujours vivant. La richesse de la ville permet la construction de monuments baroques, qui distingue Écija des autres villes andalouses.

## Politique et administration
La ville d'Écija comptait 39 882 habitants aux élections municipales du 26 mai 2019. Son conseil municipal (en espagnol : Pleno del Ayuntamiento) se compose donc de 21 élus.

### Maires
| Mandat    | Maire | Maire                                                | Parti | Majorité |
| --------- | ----- | ---------------------------------------------------- | ----- | -------- |
| 1979-1983 |       | Julián Álvarez Perina                                | PSA   | 11 / 21  |
| 1983-1987 |       | Julián Álvarez Perina María Luz Méndez Correa (1986) | PSA   | 8 / 21   |
| 1987-1991 |       | Fernando Martínez Ramos                              | PSOE  | 10 / 21  |
| 1991-1995 |       | Fernando Martínez Ramos                              | PSOE  | 11 / 21  |
| 1995-1999 |       | Julián Álvarez Ortega                                | PA    | 10 / 21  |
| 1999-2003 |       | Julián Álvarez Ortega                                | PA    | 11 / 21  |
| 2003-2007 |       | Juan Antonio Wic                                     | PSOE  | 7 / 21   |
| 2007-2011 |       | Juan Antonio Wic                                     | PSOE  | 9 / 21   |
| 2011-2015 |       | Ricardo Gil-Toresano Riego                           | PP    | 9 / 21   |
| 2015-2019 |       | David García Ostos                                   | PSOE  | 8 / 21   |
| 2019-2023 |       | David García Ostos                                   | PSOE  | 8 / 21   |
| 2023-2027 |       | Silvia Heredia                                       | PP    | 11 / 21  |

### Jumelages
- Les Pavillons-sous-Bois (France)

## Culture
Elle possède un palais mudéjar, le couvent de las Teresas, l'église de Santiago et l'église Santa Cruz qui abrite la Vierge de la Vallée (Virgen del Valle), patronne de la ville.